# Ди Йорио, Лукас
Лукас Габриэль Ди Йорио (исп. Lucas Gabriel Di Yorio; род. 22 ноября 1996, Мар-дель-Плата, Буэнос-Айрес) — аргентинский футболист, нападающий клуба «Леон».

## Клубная карьера
Ди Йорио — воспитанник клубов «Тальерес», «Кимберли» и «Альдосиви». 10 апреля 2016 года в матче против «Расинга» он дебютировал в аргентинской Примере в составе последних. В 2019 году для получения игровой практики Лукас на правах аренды выступал за эквадорский ЛДУ Портовьехо, где стал лучшим бомбардиром эквадорской Примеры B. После окончания аренды он вернулся в «Альдосиви». Летом 2021 года Ди Йорио на правах аренды перешёл в уругвайский «Серро-Ларго». В матче против столичного «Насьоналя» он дебютировал в уругвайской Примере. 18 сентября в поединке против «Серрито» Лукас забил свой первый гол за «Серро-Ларго». 
В начале 2022 года Ди Йорио перешёл в мексиканскую «Пачуку» и сразу же был отдан в аренду в чилийский «Эвертон». 7 февраля в матче против «Коло-Коло» он дебютировал в чилийской Примере. 12 февраля в поединке против «Кокимбо Унидо» Лукас забил свой первый гол за «Эвертон». 22 февраля в матче Кубка Либертдорес против венесуэльского «Монагаса» он сделал «дубль». В том же году в поединках Южноамериканского кубка против боливийского «Хорхе Вильстерманн» и перуанского «Аякучо» Лукас забил по голу.
Летом 2022 года Ди Йорио на правах аренды перешёл в «Леон». 4 июля в матче против «Атлетико Сан-Луис» он дебютировал в мексиканской Примере. В этом же поединке Лукас забил свой первый гол за «Леон».